# Rock Hill (Missouri)
Rock Hill – miasto w Stanach Zjednoczonych, w stanie Missouri, w hrabstwie St. Louis.